# WGEN-TV
El canal 8 de Cayo Hueso, también conocido por su código de identificación WGEN-TV, es una estación de televisión abierta estadounidense afiliada a Estrella TV. Fue lanzado por primera vez el 26 de mayo de 1996 y es propiedad de la empresa Liberman Broadcasting. Sus oficinas se encuentran ubicadas en la calle 75 Northwest en Medley, Miami, Florida, mientras que su torre transmisora está ubicada en la calle Southard en Cayo Hueso. El canal posee siete estaciones repetidoras que distribuyen su señal para el Área metropolitana del Sur de Florida y los Cayos de la Florida.
Su estación hermana es el canal 34 de Miami, también conocido por su código de identificación WVFW-LD.

## Historia
El canal 8 de Cayo Hueso fue lanzado al aire por primera vez el 26 de mayo de 1996 con el código de identificación WWFD. Durante la década de 1990, la estación emitía programación en idioma portugués dirigida a la diáspora brasileña viviendo en la ciudad. Más adelante, el canal cambió su código de identificación a WWTU el 8 de febrero de 2000, nuevamente el 8 de febrero de 2002 a WVIB, y finalmente el 1 de julio de 2004 a WGEN-TV. Durante su administración por Sonia Broadcastingº hasta diciembre de 2005, el canal fue copropiedad del canal 22 de Cayo Hueso, más conocido como WDLP-TV (actualmente WSBS-TV).
En diciembre de 2005, el canal 8 pasó a ser administrado por la empresa de teledifusión colombiana Caracol Televisión, que compró un 25 % de las acciones de Mapale LLC, el máximo permitido por la Comisión Federal de Comunicaciones (CFC) en sus políticas sobre la compra de estaciones de televisión abierta estadounidenses por empresas extranjeras. El 18 de septiembre de 2006, Caracol Televisión relanzó al canal con el nombre de «GenTV» y la posicionó como su estación principal. La programación en el canal 8, en ese entonces, estaba compuesta por telenovelas colombianas y brasileñas, el noticiario colombiano Noticias Caracol y una versión local de Desafío 20.06, un programa de telerrealidad parecido a Supervivientes.
El 28 de diciembre de 2012 a las 8:00pm (hora local), MundoFox trasladó su afiliación local para Miami del canal 41 de aquella ciudad (más conocido como WJAN-CD) al canal 8 de Cayo Hueso. Aunque la emisora era controlada por Caracol Televisión y emitía programación de aquella empresa, al estar afiliada a MundoFox, tenía contacto con RCN Televisión, que es la principal competencia de Caracol en Colombia. En junio de 2015, RCN Televisión adquiere MundoFox y lo relanza como MundoMax el 13 de agosto del mismo año. La programación de RCN era distribuida desde la señal nacional de MundoMax en satélite, mientras que la programación de Caracol era enviada directamente al canal 8 mediante Mapale LLC. 
La estación solía transmitir el noticiario Noticias MundoFox, el cual era producido por NTN24, el canal internacional de noticias de RCN Televisión. Sin embargo, tras la venta de MundoFox a RCN, la red elimina los noticiarios. El canal 8 también solía distribuir el noticiero Noticias Caracol en conexión con Caracol Internacional. 
El 1 de diciembre de 2016, el canal se convirtió en estación afiliada de Azteca América; sin embargo, un año después, en noviembre de 2017 la cadena traslada su afiliación local al canal 38 de Miami, más conocido como WPMF-CD. Por ende, la estación fue relanzada nuevamente como GenTV, con una programación independiente basada en producciones de Caracol Televisión. 
El 5 de enero de 2018, la revista Radio and Television Business Report anunció que la empresa Mapale LLC estaba en proceso de vender el canal 8 a Liberman Broadcasting, cuya venta fue confirmada por esta última entidad el 8 de enero de 2018. La venta fue concretada el 16 de marzo de 2018, junto con el relanzamiento del canal como «Estrella TV canal 8». Para la cadena, este hecho significó su regreso a Miami, pues su antigua emisora afiliada, el canal 7 de esa ciudad (también conocido por su código de identificación WSVN) había reemplazado a Estrella TV con Light TV en el subcanal 7.2 el 14 de julio de 2017.

### Lanzamiento en TDT
Debido al apagón analógico de estaciones de alta potencia al nivel federal, el canal 8 de Cayo Hueso eliminó su señal analógica el 12 de junio de 2009, que transmitía en el canal 8 de la VHF. En su lugar, su señal en TDT fue trasladada del canal 12 VHF al canal 8.

## Programación

### Programación anterior
Para antes de diciembre de 2012, la programación del canal 8 consistía de producciones originales y programas importados, como ALAIN, Una mano amiga, El show con Tony Benítez y Club 10. Algunos de los programas más importantes de la estación fueron Desafío 20.06,  ¿Quién manda a quién? (adaptación del programa Who's the Boss, producido por Caracol Televisión y Sony Pictures Entertainment), La boca loca de Paul, La ex y María Elvira. La programación de producción local y los programas importados producidos por Caracol Televisión fueron retirados del canal 8 una vez Liberman Broadcasting comenzó a administrar la estación en marzo del 2018. Actualmente, su grilla consiste en programas de Estrella TV e informerciales.

#### Noticiarios
El canal 8 solía emitir cinco horas de noticiarios de producción original, transmitidos durante una hora los días de semana con el nombre de Noticias 8, en asociación con Caracol Televisión. En 2012, la estación empezó a producir sus noticiarios en alta definición. El 1 de diciembre del mismo año, el canal trasladó el horario de sus noticiarios de las 5pm a las 6pm cuando se convirtió en emisora afiliada de Azteca América. Por ende, el bloque fue relanzado como Hechos Miami 8 El canal 8 de Cayo Hueso fue una de las pocas estaciones afiliadas a MundoMax que retuvo su área de noticias después de que esa cadena saliera del aire.
Liberman Broadcasting cerró temporalmente el departamento de noticias del canal cuando tomó la administración de la emisora. La empresa auditó al personal del área para un posible relanzamiento del noticiario para 2018.

## Repetidoras
El canal 8 posee repetidoras que cubren el área metropolitana de Miami y los Cayos de la Florida, que son las siguientes:
| Ciudad     | Canal    | Código de identificación |
| ---------- | -------- | ------------------------ |
| Miami      | Canal 24 | W24DE-D                  |
| Miami      | Canal 45 | WGEN-LD                  |
| Miami      | Canal 17 | W17DG-D                  |
| Marathon   | Canal 21 | W21CL-D                  |
| Marathon   | Canal 63 | W63AL                    |
| Marathon   | Canal 8  | W08ED-D                  |
| Cayo Hueso | Canal 12 | W12DI-D                  |

Para el 1 de marzo de 2018, el canal 34 de Miami (más conocido por su código de identificación WVFW-LD), que anteriormente había emitido programación de Estrella TV, se volvió una estación hermana del canal 8 de Cayo Hueso. Sin embargo, aún sigue retransmitiendo su señal debido a la ubicación de la torre transmisora del canal.
El canal 21 de Marathon había sido lanzado originalmente en el canal 65 UHF con el código de identificación W65AP, hasta que fue obligada a trasladar su señal fuera del espectro de 700MHz tras la instauración de la televisión digital terrestre al nivel federal. El canal 17 de Miami también había sido lanzado originalmente en el canal 63 con el código de licencia W63AL, el cual fue trasladado brevemente al canal 23 (W23BG) entre finales de 1990 e inicios de 1991. El antiguo canal 21 de Miami fue lanzado en 1992 con el código de identificación W21BD, el cual fue eliminado del sistema en junio de 1994 cuando su licencia venció; sin embargo, fue renovada el diciembre del mismo año. En abril de 2003, la licencia del canal fue ascendida a clase A y su código fue modificado a WGEN-CA. Más adelante, fue nuevamente cambiado a WDLP-CA un mes después, y finalmente como WDLP-CD el 11 de agosto de 2011. 
Los canales 49 y 55 de Miami, propiedad de Mapale LLC, están registrados como afiliados del canal 22 de Cayo Hueso (WSBS-TV) como estación principal, que podría evidenciar que ambas estaciones han sido alquiladas a ese canal. Eso explicaría la razón del porqué no están presentes en la página web de GenTV. Sus sucesores son los canales 24 y 45, que retransmiten al canal 8. 
El canal 38 de Marathon y el canal 39 de Cayo Hueso están registrados como afiliados del canal 22 de Cayo Hueso, aunque ambos habían emitido programación del canal 4 de Miami (CBS, WFOR-TV). Sus estaciones repetidoras, el canal 8 de Marathon y el canal 12 de Cayo Hueso, cuyos códigos de identificación son W08ED-D y W12DI-D respectivamente, están afiliadas al canal 8 como estación principal.
Todas las repetidoras son propiedad de la empresa Mapale LLC, cuyo nombre hace referencia al género musical colombiano mapalé. Las estaciones cuyos códigos terminen en -D, -LD o -CD tienen la posibilidad de usar el canal virtual 8.1 como lo hace la estación principal, o podrían usar la frecuencia de su canal físico como canal virtual. Los sufijos -CA y -CD indican que las estaciones poseen protección de clase A frente a otros canales. 
El 13 de abril de 2017, la Comisión Federal de Comunicaciones (CFC) anunció que el canal 21 de Miami, con código de identificación WDLP-CD, fue el licitiador ganador de la subasta del espectro de radiofrecuencias organizada por la CFC, y entregaría la licencia de la estación a la Comisión por US$3 673 224. El 5 de junio de 2017, Mapale concretó la entrega de la licencia del canal 21 a la CFC para su posterior cancelación.